# Volvo 140
Volvo 140 är en serie stora personbilar tillverkade av den svenska fordonstillverkaren Volvo mellan 1966 och 1974. I serien ingår modellerna 142 (2-dörrars sedan), 144 (4-dörrars sedan) och 145 (5-dörrars herrgårdsvagn). Modellserien tillverkades totalt i över 1,2 miljoner exemplar, vilket gjorde serien till Volvos första att tillverkas i över 1 miljon exemplar. Utöver grundmodellerna fanns sedan 1970 även en variant av 145-modellen med högre tak, kallad 145 Express. Den var tänkt att ersätta Volvo Duett vars tillverkning hade lagts ner i februari 1969, men modellen nådde aldrig samma framgångar som sin föregångare. Serien är känd som en milstolpe inom Volvos historia och serien som skapade den moderna Volvo-bilen genom sin kantiga kaross, stora innerutrymmen och stora säkerhetstänk. 140-seriens kaross levde kvar genom 240-serien långt in på 1990-talet. Front och bakdelar hade då modifierats men mittendelen av karossen var i stort sett oförändrad och dörrarna från de sista 240 kan användas på en 144/145 från sextiotalet.
Den kantiga designen hängde med in på det tidiga 2000-talet (tack vare den första generationen Volvo V70 och S70 som var en vidareutveckling av Volvo 850), och nådde sin höjdpunkt med 700-serien som introducerades 1982. På 1990-talet började formspråket ersättas av en annan design med rundare former, som till exempel kan ses på Volvo S80-modellen som presenterades redan 1998.
En lyxigare och dyrare version av 140-serien introducerades 1968 och kallades Volvo 164. Modellen var exteriört identisk med 144-modellen från vindrutan och bakåt, men fronten hade en annorlunda design och hela frampartiet var förlängt för att ge plats åt den större motorn, kallad B30. B30-motorn var en rak, sexcylindrig version av den fyrcylindriga B20-motorn, och bland annat cylindermåtten (cylinderdiameter, slaglängd) är identiska och motorerna har många gemensamma delar. Motorn fanns med såväl förgasare som bränsleinsprutning. På grund av det längre frontpartiet blev hjulbasen längre och 164-modellen hade även en lyxigare inredning.
140-serien ersattes 1974 av 240-serien som i sig själv var en vidareutveckling av 140-serien. Grundkonstruktionen av 140-serien överlevde faktiskt ända in på 1990-talet i och med dess efterträdare (då 240-serien slutade tillverkas 1993), men vid denna tidpunkt hade den mesta av tekniken under skalet och alla karossdelar förutom tak och dörrar ersatts.

## Historia

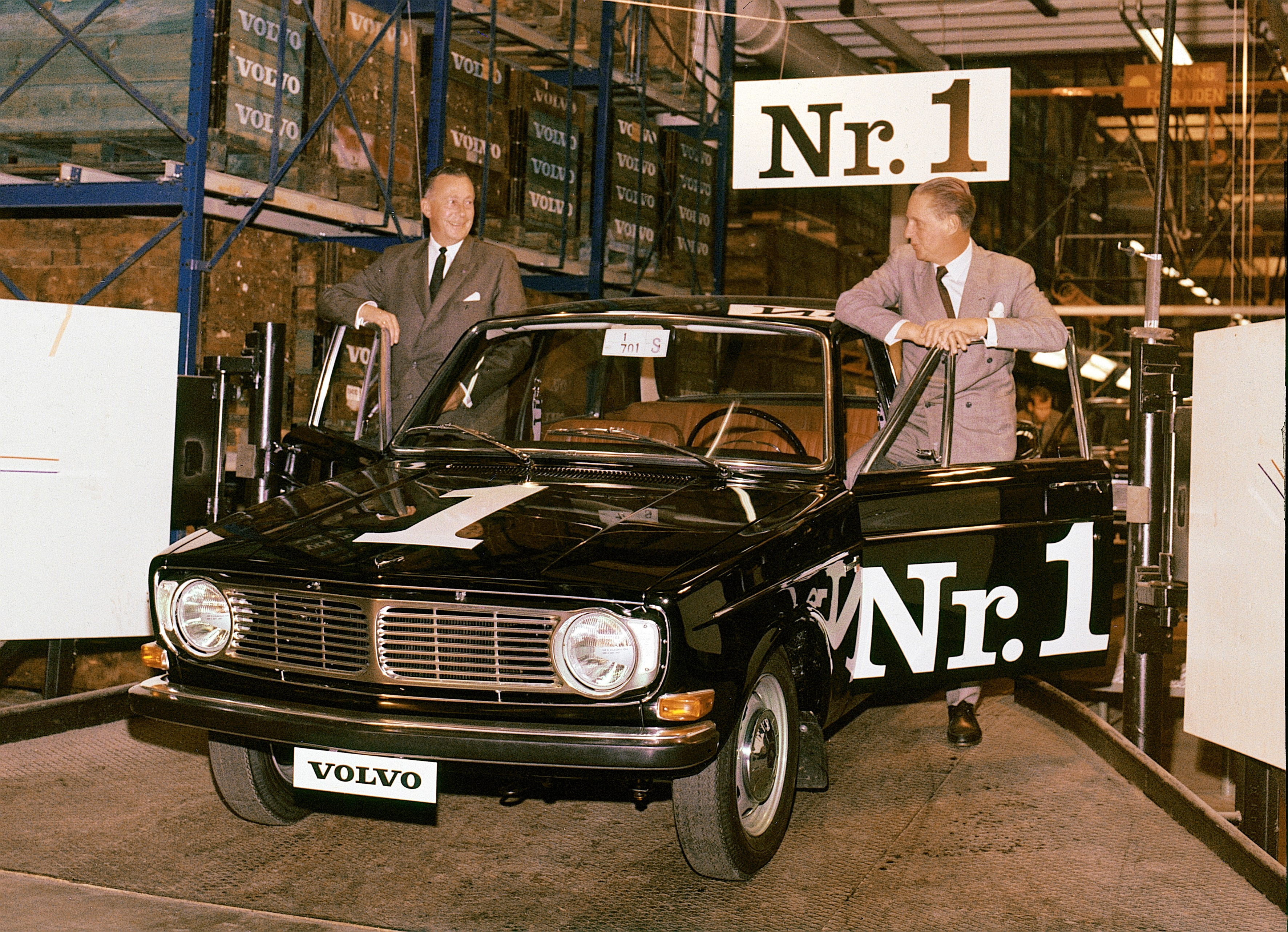
Volvos tekniska direktör Svante Simonsson (t.v.) och VD Gunnar Engellau med det första exemplaret av Volvo 144.

Grunden till Volvo 140-serien lades år 1960 i och med att projektet P660 startades för att ta fram en ny, modern bil som efterföljare till Volvo Amazon. Redan i december 1961 presenterades två prototyper, och P660 döptes sedermera om till P1400. Under sommaren 1963 tog den dåvarande Volvodirektionen beslut om att satsa fullt ut på projektet, och i januari 1964 följde ett godkännande att bygga ytterligare en prototyp som utvecklades till den slutgiltiga produktionsmodellen som presenterades 1966. Testkörningar utfördes med en maskerad bil som fick namnet Mazuo ZT92, och den totala sträckan för testkörningarna uppgick till cirka 100 000 mil, vilket motsvarar 25 varv runt jorden. Volvos provbanor byggdes därför ut till en kostnad av två miljoner kronor. Den totala utvecklingskostnaden för serien uppgick till 150 miljoner kronor.
Volvo 140-serien presenterades den 17 augusti 1966 med modellen Volvo 144 samtidigt i Göteborg, Köpenhamn, Oslo och Helsingfors. Produktion av 140-serien startade den 19 augusti 1966, och den första serietillverkade bilen var en svart Volvo 144 som rullade av bandet vid Torslandaverken med Volvos dåvarande VD Gunnar Engellau bakom ratten. Samma år som produktionen startade blev Volvo 144 utsedd till årets bil i Sverige. Under sommaren 1967 presenterades 142-modellen, och i november samma år presenterades herrgårdsvagnen 145.

### 145 Express
Som en ersättare till Volvo Duett introducerades 1970 145 Express. Modellen var en vanlig 145-modell, fast taket hade höjts med 5 cm från A-stolpen och vindrutan fram till B-stolpen, samt med 30 cm från B-stolpen till D-stolpen och bakluckan. Modellen kunde fås i tre olika utföranden, med fönster runt om hela bilen och fem säten (och även två bakåtvända säten i bagageutrymmet, då totalt sju säten), fönster runt om hela bilen och två framsäten, samt endast fönster på framdörrarna och bakluckan och två framsäten. Modellen hade flera användningsområden, allt från servicebil till taxi och ambulans.
145 Express fick aldrig någon riktig efterträdare, men flera olika karossbyggare tillverkade liknande karosser på Volvo 245, till exempel Yngve Nilssons Karosseri AB i Laholm.

## Förändringar under åren
Förändringar och uppdateringar med varje årsmodell mellan 1967 och 1974.

### 1967
- 6-ställig vägmätare. På 67:orna sitter det en viss typ av fönstervevar, inte helt olika de som sitter i Amazonen. Askkoppens handtag är i samma utförande som övriga reglage. Det är kromad tutring och kromade torkar-armar. Bromscylindern har två separata oljebehållare. Tryckknapparna är kromade, räfflade på de allra första bilarna, sedan utbytta till släta. De släta knapparna finns på 145 under hela modellserien på bakluckan. Tanklocket är låsbart med en liten spärr inifrån bakskärmen. Modellen har framskärmar med låg kant, dvs öppningen är mindre och följer hjulets storlek.

### 1968
- Sedanmodellen 142 erbjuds med B18A-motorn på 75 hk.
- Svarta tryckknappar på dörrhandtagen ersätter de kromade som fanns i två olika utföranden (räfflade och släta) på den tidigare årsmodellen. Även de andra detaljerna från 67:orna försvinner från 1968 års modell.

### 1969
- B20-motorn introduceras som ersättare för B18-motorn. Med motorn kom även en ny växelströmsgenerator på 35 A.
- Textilklädsel ersätter galonklädsel på stolarnas sittytor.
- Sidospeglarna på dörrarna blir standardutrustning.

### 1970
- Baksätet utrustas med tre stycken säkerhetsbälten.
- Nackstöd introduceras på framstolarna.
- Varningsblinkers introduceras
- Elbakruta införs på sedanmodellerna 142 och 144.
- Herrgårdsvagnen 145 får torkare på bakrutan med spolare som standard.
- Backspegeln blir avbländningsbar.

### 1971
- Tre stycken utrustningsnivåer införs: Luxe (L), De Luxe (DL) samt Grand Luxe (GL).
  - Ny front (med bland annat den klassiska snedställda Volvo-ribban) samt nya fälgar på DL- och GL-modellerna. Denna fälg kallas fyrkantsfälgen. På DL är det en större navkapsel som täcker hjulmuttrarna. På GL är den en mindre navkapsel samt  kromade kupolmuttrar.  På L är det den tidiga fälgen, den så kallade ovalhålsfälgen med den äldre navkapseln. Basmodellen L behöll även den gamla grillen som tidigare årsmodeller hade.
  - Textilmattor och klocka i DL- och GL-modellerna
  - Läderklädsel samt dimljus för GL-modellen.
  - Insprutningsmotorn B20E införs på GL-modellen i Sverige (endast på 142 GL). Denna insprutning heter Bosch D-Jetronic.
  - B20D-motorn ersätter B20B som alternativ i DL-modellerna.
- Axelavståndet utökas med 2 cm. Det är bärarmarna som förlängs vilket medför att bakhjulen är centrerade i hjulhusen.
- Större hjulhusöppningar i framskärmarna, så kallad högkants-skärm.
- Hel bakre sidoruta införs på 145-modellen.
- Emblemet på motorhuven försvinner.

### 1972

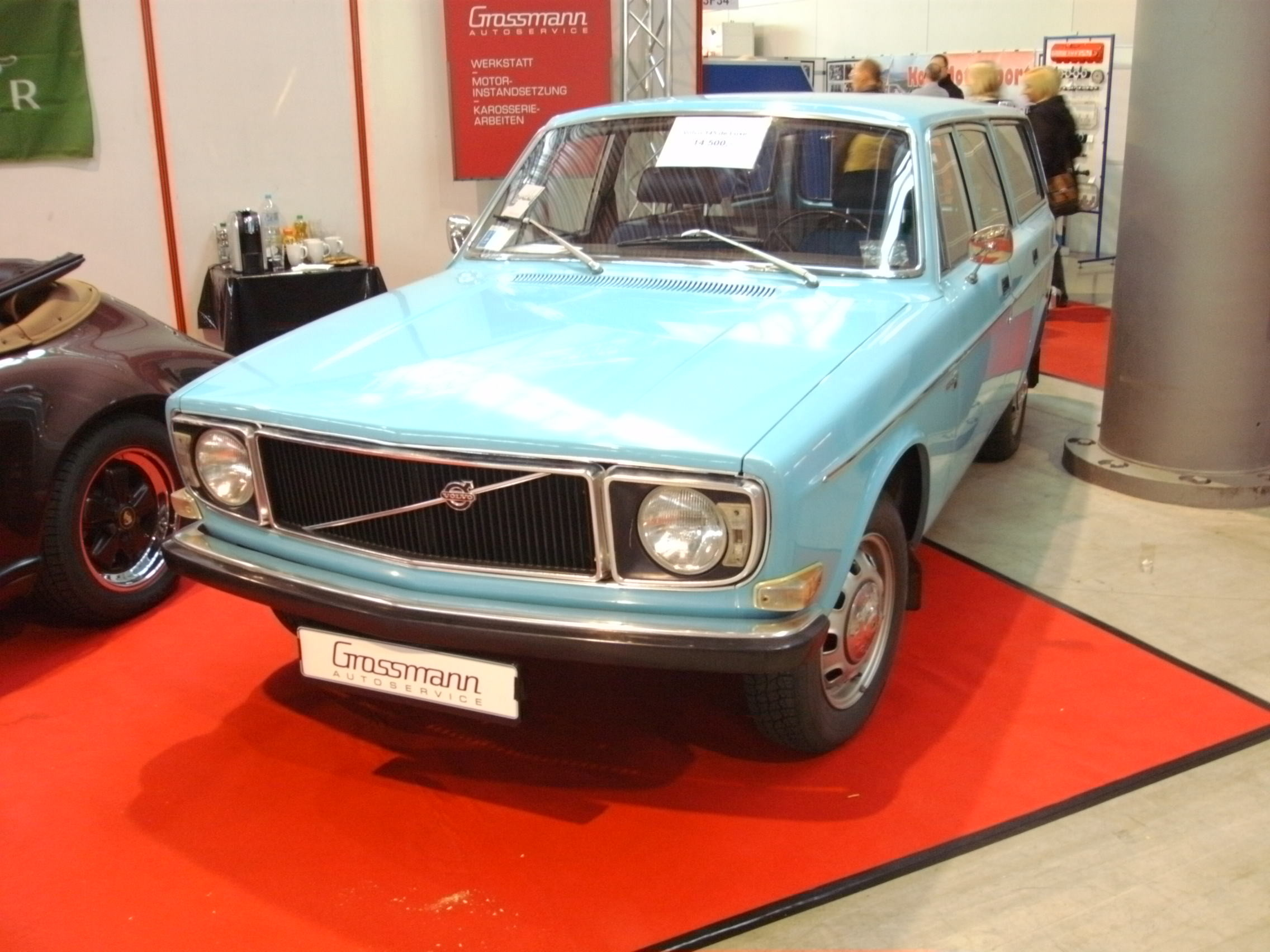
Volvo 145 DL av 1972 års modell.

- Kortare växelspak på bilar med manuell växellåda.
- Automatväxlade bilar får växelspak på golvet istället för vid ratten.
- Ändrad inredning med en extra panel med träimitation framför växelspaken där knappar för elbakrutan samt varningsblinkersen flyttades.
- Varningslampa för choken, placerad under instrumentet där automatväxlade bilar tidigare hade indikator för växelläge.
- B20D-motorn får ökad effekt med 5 hk.
- Säkerhetsdetaljen rullbälten införs fram.
- Nya infällda dörrhandtag.
- Ny fyrekrad ratt. Denna kallas fjärilsratten och sitter endast på 72:orna.
- Nackstöden blir smalare.

### 1973
- Ny instrumentbräda med bland annat runda instrument och ventilationsutblås mot sidorutorna och i mitten av panelen.
- Ny ratt med madrasserad kudde i mitten.
- Rattspak för vindrutetorkare och spolningssystem.
- Ny front med plastgrill och större blinkers.
- Ny stötfångare med urtag för registreringsskylt fram samt en annan profil på gummilisten.
- Nya baklysen på sedanmodellerna 142 och 144.
- Skarven mellan C-stolpen och taket får en täckplåt.
- Säkerhetsbalkar i dörrarna.
- B20B-motorn återkommer och ersätter B20D-motorn.
- 145-modellen går att få med insprutningsmotorn B20E samt metalliclack. Denna kallas Fuel Injection. (Den är inte en GL)

### 1974

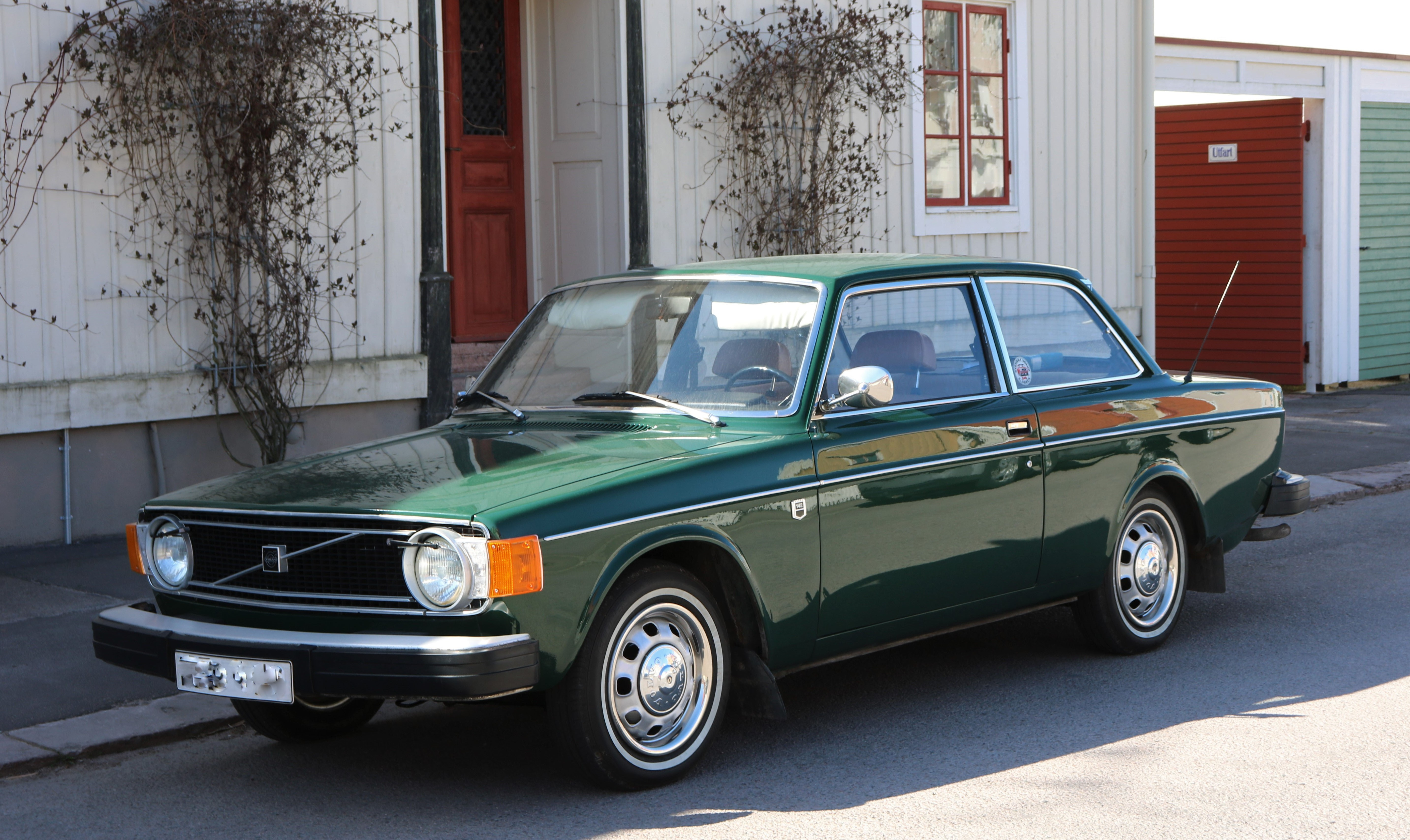
Volvo 142 av 1974 års modell.

- Nya tjocka stötfångare införs med mycket god stötupptagningsförmåga, klarar kollisioner upp till 7 km/h.
- Nya backspeglar.
- Ventilationsfönstren i framdörrarna försvinner.
- Bränsletanken flyttas till en mer skyddad placering.
- H4-strålkastare blir standard på alla modeller.
- Strålkastartorkare införs.
- Varningslampa för trasig glödlampa.
- Eluppvärmd förarstol (ingen strömbrytare).
- Sätena får en annan stomme fram, bland annat ett annat reglage för stolsryggens lutning.
- B20E-motorn får Bosch K-Jetronic bränsleinsprutningssystem.
- Lackeringen av karossen på 1974 års modell kunde fås i kulörerna: Blå metallic med färgkod 111, Orange med färgkod 113, Mörkblå med färgkod 114, Havsgrön metallic med färgkod 115, Gul med färgkod 116 och Röd med färgkod 117.[11][12]

## Teknisk data

### Prestandauppgifter
- Volvo 144 B18: 75hk/DIN årsmodell 1968. Acc 0–100 km/h = 17.0 sek, 80–120 km/h = 16,6 sek. Toppfart 150 km/h.[13]
- Volvo 144 B20: 82hk/DIN årsmodell 1969. Acc 0–100 km/h = 14,8 sek, 80–120 km/h = 15,2 sek. Toppfart 155 km/h.[13]
- Volvo 144S B18: 96hk/DIN årsmodell 1967. Acc 0–100 km/h = 12,5 sek, 80–120 km/h = I.U sek. Toppfart 165 km/h.[14]
- Volvo 144DL B20: 100hk/DIN årsmodell 1973. Acc 0–100 km/h = 13,9 sek, 70–110 km/h = 14,1 sek. Toppfart 160 km/h.[13]
- Volvo 142GL B20E: 120hk/DIN årsmodell 1971. Acc 0–100 km/h = 11,0 sek, 70–110 km/h 11.2 sek.[15] Toppfart 175 km/h.

### Effektsiffror
- 1969 B20A 82 hk/DIN. B20B 107 hk/DIN.
- 1970 B20A 82 hk/DIN. B20D 90 hk/DIN. B20E 120 hk/DIN.
- 1971 B20A 82 hk/DIN. B20D 90 hk/DIN. B20E 120 hk/DIN.
- 1972 B20A 82 hk/DIN. B20D 95 hk/DIN. B20E 124 hk/DIN.
- 1973 B20A 82 hk/DIN. B20B 100 hk/DIN. B20E 124 hk/DIN.
- 1974 B20A 82 hk/DIN. B20B 100 hk/DIN. B20E 124 hk/DIN.